# Weizbergkirche

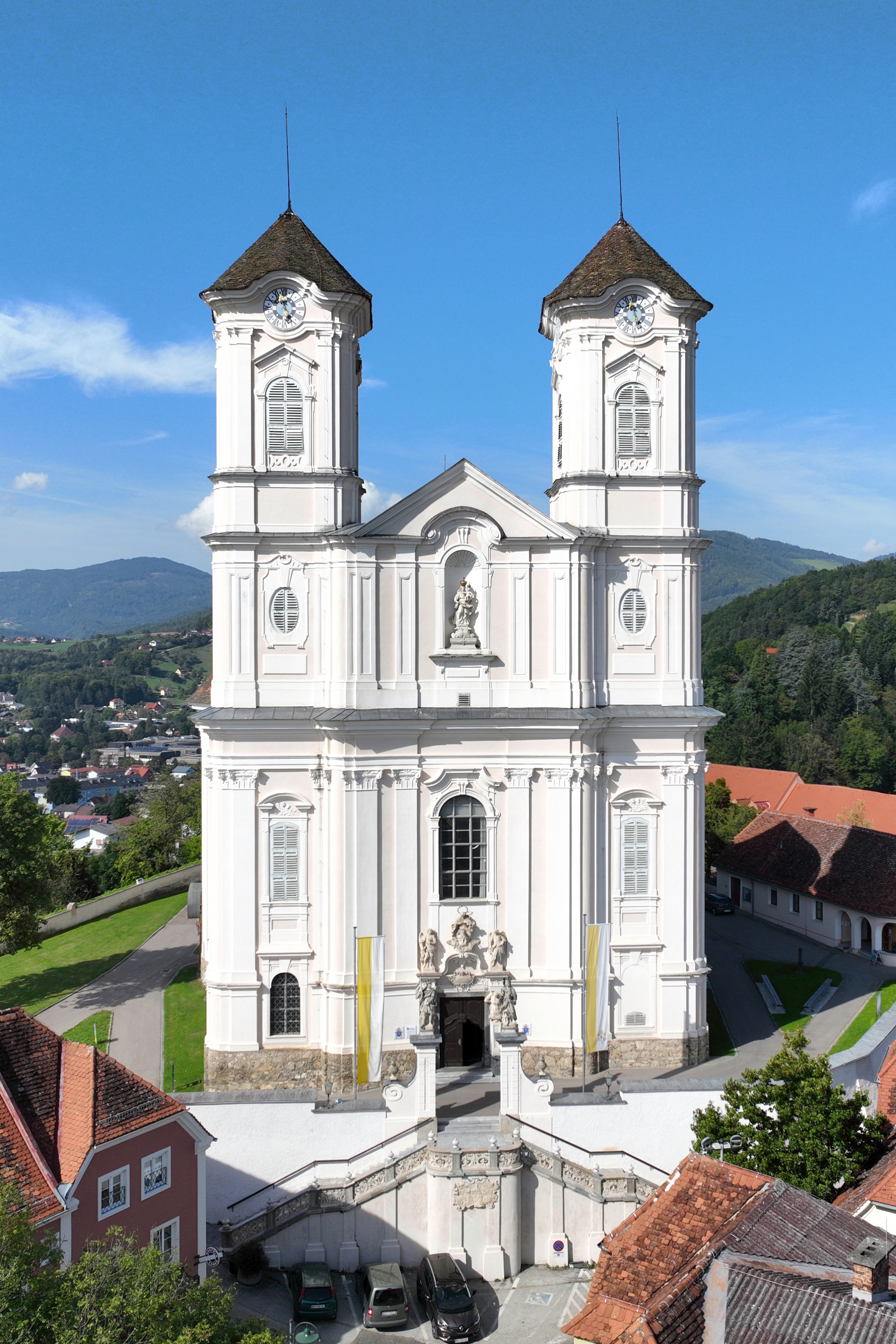
Basilika am Weizberg

Die römisch-katholische Basilika am Weizberg liegt auf einer Anhöhe im Osten der Stadt Weiz in der Steiermark. Der Hochaltar ist der „Schmerzhaften Muttergottes“ gewidmet.

## Baugeschichte

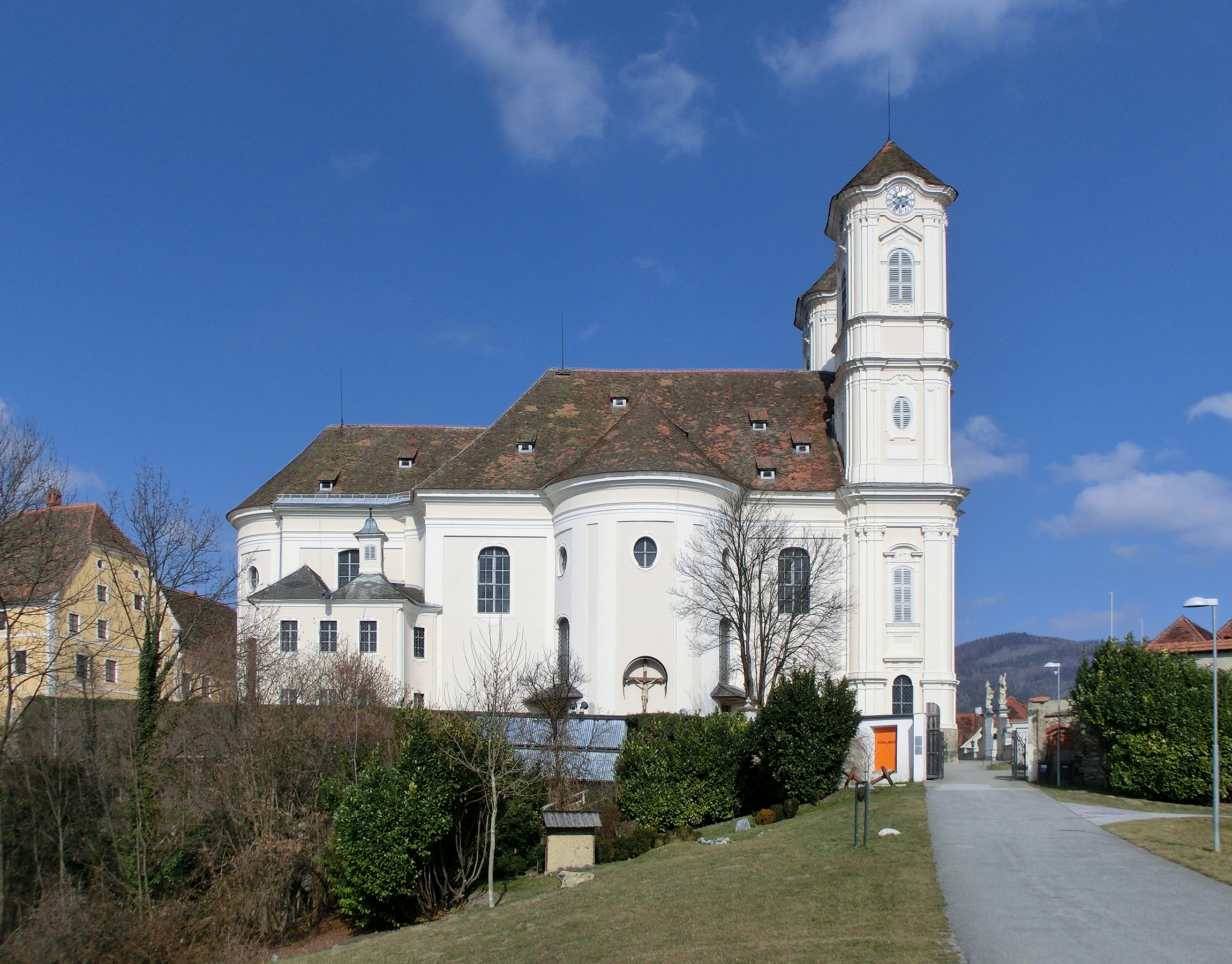
Seitenansicht (Februar 2015)

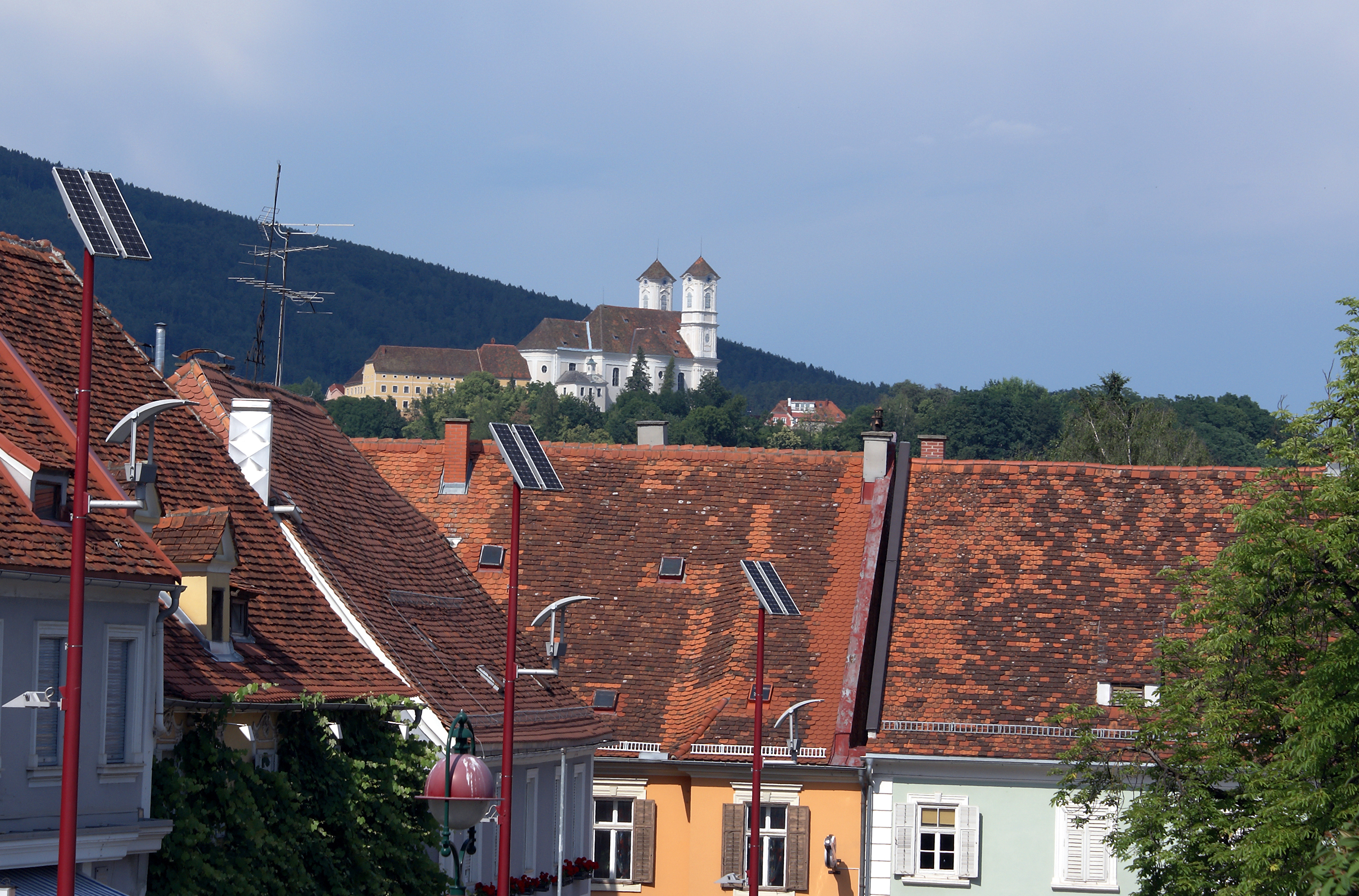
Basilika am Weizberg, hoch über der Stadt

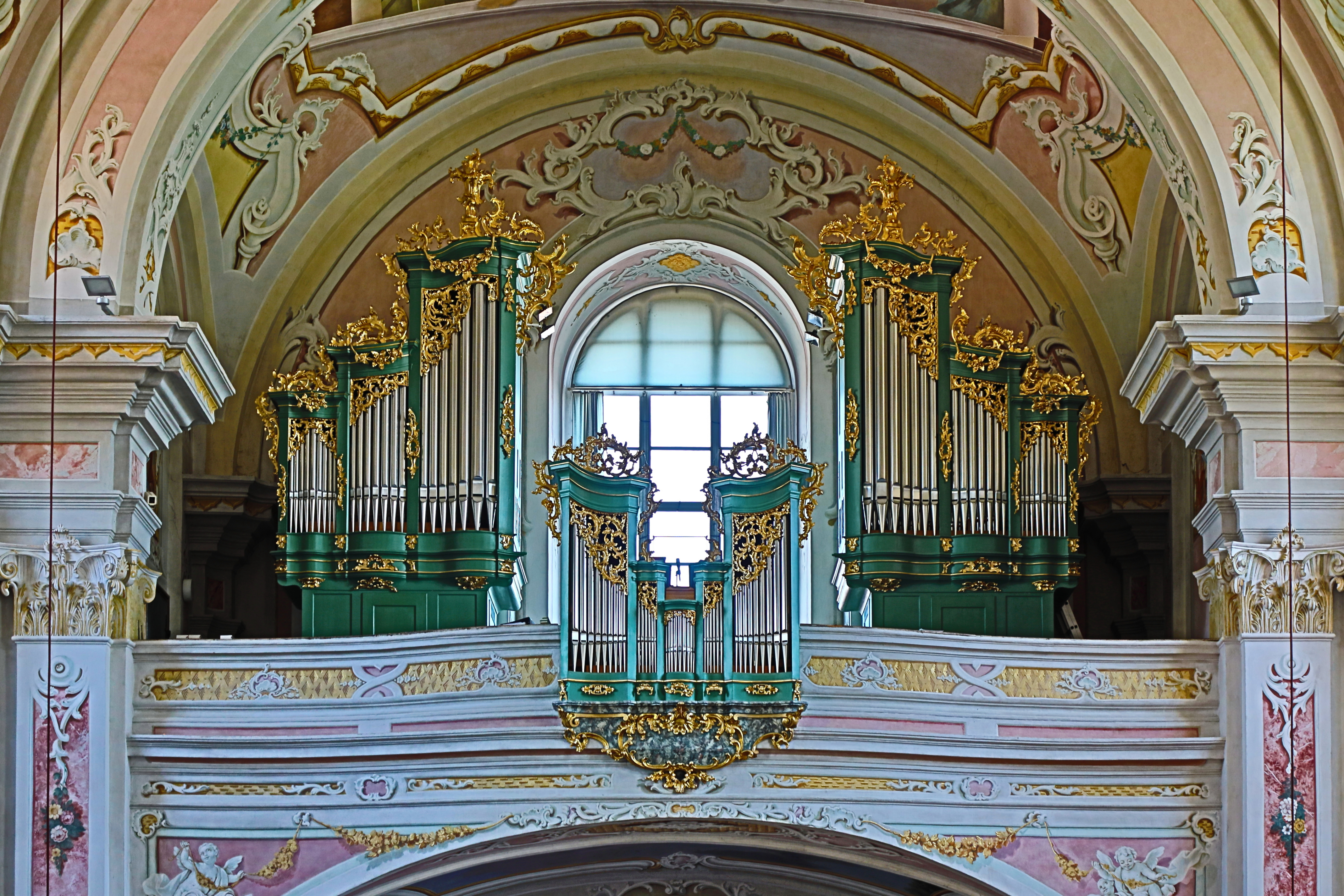
Orgel der Weizbergkirche

Wann die erste Kirche auf dem Weizberg errichtet wurde, ist unklar. Man vermutet die Mitte des 11. Jahrhunderts. Es handelte sich dabei um eine dreischiffige romanische Basilika mit einem zweigeschoßigen Ostturm. Sie wurde Mitte des 14. Jahrhunderts (1357?) durch den Zubau eines Chores erweitert.
Da es als Fenster nur Luken unter dem Dach gab, war es in der Kirche sehr dunkel, worüber oft geklagt wurde. Umbauten durch Landschaftsbaumeister Franz Isidor Carlone, die Lichtverhältnisse in der Kirche zu verbessern, änderten wenig, und so entschloss sich der Dechant und Erzpriester Doktor Franz Leopold Riedlegger (1726–1755), eine neue Kirche errichten zu lassen. Er starb aber vorher.
Sein Nachfolger Doktor Paul Hieronymus Schmutz scheint daher als Bauherr der neuen Kirche auf. 1757 begannen die Arbeiten. Der Rohbau, errichtet unter Baumeister Josef Hueber, war nach etwas mehr als einem Jahr fertig, am 8. Dezember 1758 brachte man das Gnadenbild (eine Pietà vom Meister von Neustift aus dem ersten Viertel des 15. Jahrhunderts) in die neue Kirche und feierte den ersten Gottesdienst.
Für die Innengestaltung des einschiffigen, spätbarocken Baus fehlte zunächst das Geld. Erst 1769 konnten der Bildhauer Veit Königer und der Maler Joseph Adam von Mölk, die auch in der Taborkirche beschäftigt waren, diese Arbeiten beginnen. Am 22. Juli 1776 konsekrierte der Bischof Joseph Philipp Graf Spaur von Seckau die Kirche.
221 Tage brauchte der aus Wien stammende Hofmaler Joseph Adam von Mölk mit seinen Mitarbeitern im Jahr 1771 für seine Fresken. Thema der fünf Deckengemälde sind die fünf großen Marienfeste des Kirchenjahres.
Von Veit Königer stammt der prächtige Hochaltar, auf dem die schon vorher erwähnte Pietà aufgestellt ist.
Die 1775 fertiggestellte Kanzel stammt von dem Bildhauer Jakob Peyer. Von ihm sind auch die beiden Seitenaltäre. Sie sind der heiligen Anna und dem heiligen Josef gewidmet. Die großen Altarbilder stammen von Joseph Adam Ritter von Mölk.
Bei einem Brand im Jahr 1792 wurden das Kirchendach und die Dächer der 44 Meter hohen Türme beschädigt.
Schon im 12. Jahrhundert war die Kirche auf dem „Himmelberg“ eine beliebte Wallfahrtskirche. Die Wallfahrten fanden allerdings während der Reformationszeit ein vorübergehendes Ende. Erst in der Mitte des 17. Jahrhunderts vermehrte sich die Zahl der Wallfahrer wieder. Während der Regierungszeit von Kaiser Joseph II. sank die Zahl der Pilger wieder und erholte sich bis in die Gegenwart nicht mehr.

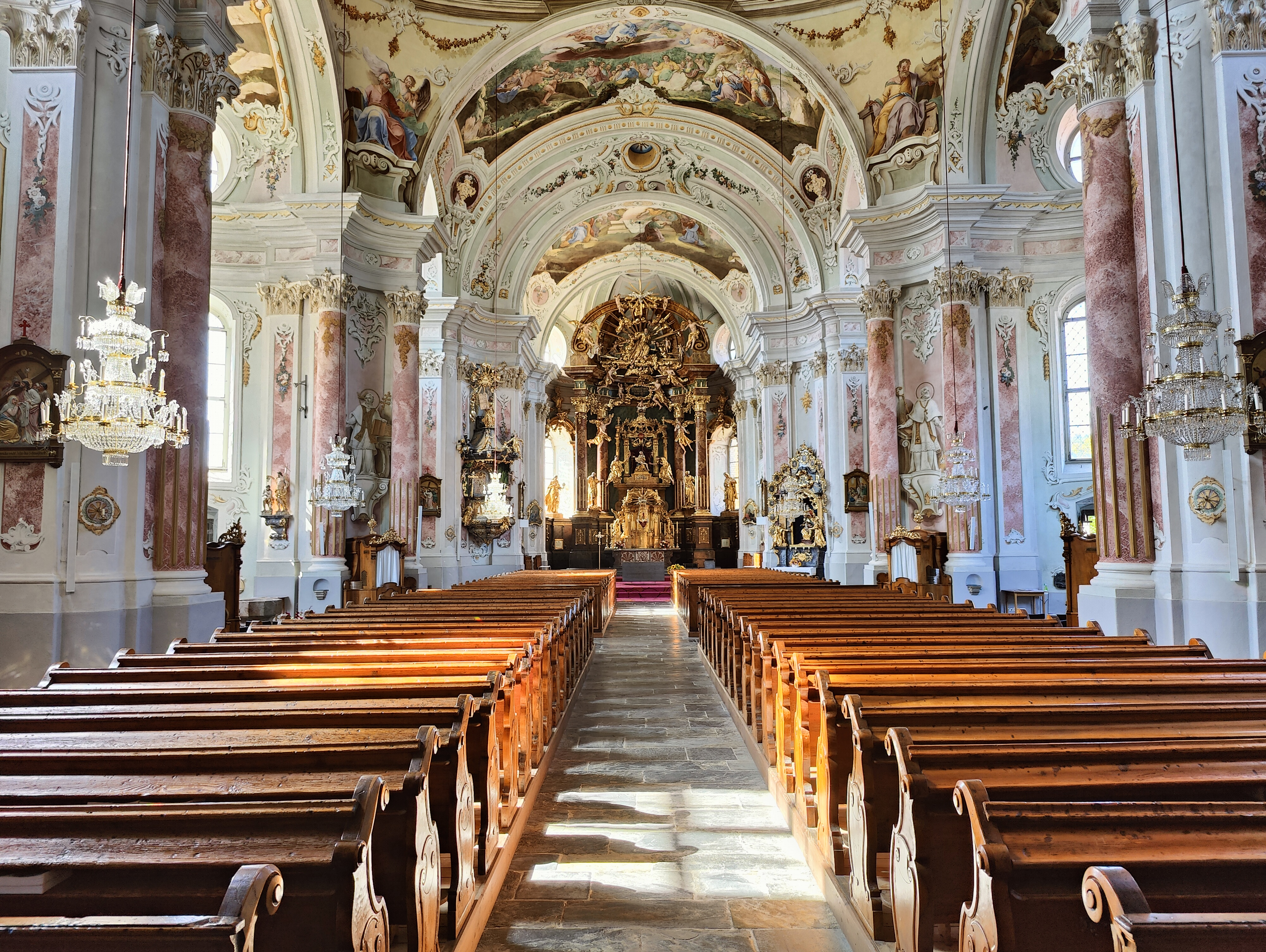
Blick zum Altarraum

Die Orgel der Weizbergkirche wurde 2001 durch die Firma Mathis Orgelbau errichtet und verfügt über 31 Register auf drei Manualen und Pedal. Das Gehäuse dieser Orgel stammt aus 1780 von Franz Xaver Schwarz.
Mit Datum vom 6. Dezember 2017 wurde die Kirche zur Basilica minor erhoben und ist damit die fünfte Kirche in der Diözese Graz-Seckau, die diesen Titel führen darf.

## Mahnmal
Im Mai 2011 wurde neben der Basilika am Weizberg ein Mahnmal errichtet, um der systematischen Ermordung der Roma und Sinti in der Zeit des Nationalsozialismus zu gedenken. Es wurde vom Grazer Künstler Walter Kratner gestaltet und zeigt eine zerbrochene Radachse eines Güterwaggons, die als Sinnbild für Deportation und Genozid zu verstehen ist. Dahinter befindet sich eine orangefarbene Tafel mit dem Schriftzug „Porajmos“. Anfang Juli desselben Jahres wurde von Unbekannten ein Teil einer Radachse des Mahnmals umgeworfen. Die Tat wurde von Kratner heftig kritisiert und polizeilich angezeigt.